# 近畿大阪高等学校
近畿大阪高等学校（きんきおおさかこうとうがっこう）は、大阪府阪南市箱作に本校を持つ通信制・単位制の私立高等学校。姫路大学、豊岡短期大学などを運営する学校法人弘徳学園が運営している。

## 概要
- 入学可能エリアは大阪府、兵庫県[1]。
- 1学年の定員は145名（男女共学）。
- 自宅で学習するコース（自宅コース･オンラインコース）、自分のペースで通学して学習するコース（5日･3日･1日）から選択できる。
- 標準服（ブレザー）が準備されている。着用は任意。

## 沿革
- 2023年（令和5年）4月 - 開校
  - 4月15日 - 開校式[2]

## 交通アクセス
- 南海本線「箱作駅」徒歩5分